# Armando Černjul
Armando Černjul (1945.) je hrvatski novinar i publicist iz Pule, podrijetlom iz Labina.

## Životopis
Novinar je od 1976. godine. Pisao je za labinski list Raški rudar i za zagrebačke listove Arenu i Studio. Radio je za zagrebački dnevnik Večernji list, čijim je bio dopisnikom iz Rijeke i Pule. Povremeno je surađivao u puljskom dnevniku Glas Istre do 1998. godine. Povremeni je suradnik raznih internetskih portala, gdje piše o istarskim hrvatskim temama (Grad Pula, Parentium i ost.).
Kao novinar nije štedio ničije nepoštenje. Britkim je riječima "kritizirao kriminalce svih boja, političare, direktore, djelatnike pravosuđa, policije i čak svoje kolege novinare", a u svojim tekstovima nije poštedio ni hrvatske stranke IDS, SDP i HDZ. Zbog svoje profesionalnosti je bio u nemilosti pojedinim krugovima, tako da je u 42 godine rada kao profesionalni novinar, nekoliko puta bio pretučen u Hrvatskoj (Zagreb, Pula) i Italiji (Milano, Trst), od čega su ga u Trstu dvaput fizički napali ekstremni squadristi Gianfranca Finija (jednom i lancima). Jednom je skoro doživio da manjkalo da ga utamniči upravitelj tršćanskog zatvora, bivši član neofašističke stranke Movimento Sociale Italiano-Destra Nazionale. Za tolikih godina rada je doživio i da su ga pojedini glavni urednici Večernjeg lista za koje je onda radio doslovno ostavili na cjedilu. Pišući o talijanskoj mafiji u Hrvatskoj, dobio je i prijetnje smrću.
Otkako se osamostalila Hrvatska, istakao se pisanjem protiv svih oblika fašizma, kritiziranjem svačijeg lažnog antifašizma, kritiziranjem nereagiranja na fašizam u glasilima i javnosti, napadajući mlake reakcije odnosno nereakcije hrvatskih vlasti, dužnosnika, političara i intelektualaca na dolaske i ponašanja profašističkih političara prema Hrvatskoj, podsjećao je na neugaslost iredentističkih pretenzija u visokoj talijanskoj politici,  upozoravao je hrvatsku javnost na djelatnost talijanskih iredentista i (post)fašista na Istri, o pokušajima iskrivljavanja i krivotvorenja povijesti od strane iredentista i neofašista, o etiketiranju Hrvata od strane iredentističkih medija, zatim o antifašističkim borcima za prava istarskih Hrvata (Vladimiru Gortanu, Ivanu Cukonu i dr.)., slovenskim pretenzijama na hrvatski teritorij i dr.
Vidjeti na Wikiizvoru s:Otvoreno pismo Armanda Černjula hrvatskim intelektualcima i generalima.

## Djela
- Zlatni Mate, 197?.
- Brionsko-pulski spomenar: dojmovi i tragovi poznatih ljudi, 1987.
- Talijanska mafija u Hrvatskoj (u rukopisu)

## Nagrade
- Zlatni oskar za novinarsku hrabrost 2011.[21]

## Vanjske poveznice
- Grad Pula Armando Černjul: Talijanska astrologinja Dora d'Alo Jadranka i Borut velika ljubav!, 23. listopada 2010.